# フレッド・カーリー (陸上選手)
フレッド・カーリー（Fred Kerley, 1995年5月7日 - ）は、アメリカ合衆国の陸上競技選手。2022年オレゴン世界陸上男子100mの金メダリストである。

## 概要
種目は短距離走。2020年まで400m走を専門種目としており、自己ベストは2019年に世界歴代6位に入った43秒64。2021年からは100m、200mに種目転向している。

### 2017年
3月にテキサス州カレッジステーションで行われた全米学生室内選手権の400mで44秒85をマークし、個人種目で初の学生タイトルを獲得した。
5月26日に行われた全米学生選手権東部地区予選大会にて、当時世界ランキング1位となる43秒70と言う記録を叩き出して優勝し、400mの全米学生記録を29年ぶりに更新した。
6月に行われた全米選手権では44秒03で優勝し、ロンドン世界陸上への出場権を獲得した。
ロンドン世界陸上400mでは決勝に進出し、45秒23で7着だった。4×400mRではアンカーを務め、銀メダルを獲得した。

### 2019年
7月に行われた全米選手権の400m決勝で、2年振りの自己ベストとなる43秒64をマークして優勝した。このレースでは、世界ランキング1位(43秒45）だったマイケル・ノーマンを破っている。
10月に行われたドーハ世界陸上では、44秒17で銅メダルを獲得した。また、4x400mリレーではアメリカの第一走者を務め、金メダルを獲得した。

### 2021年
4月24日、フロリダ州マイアミの競技会で自身初の9秒台となる9秒91（+2.0）を記録した。同年6月20日、オリンピック代表選考会男子100m決勝で自身初の9秒8台となる9秒86（+0.8）を記録して、3位に入り、100m代表入りを果たした。さらに、同年6月27日、オリンピック代表選考会男子200ｍ決勝で自身初の19秒台となる19秒90（+0.3）を記録して、4位に入った。これにより、ウェイド・バンニーキルク、マイケル・ノーマンに次ぐ史上3人目の100m9秒台、200m19秒台、400m43秒台を達成した選手となった。
8月1日、2020年東京オリンピック男子100m決勝で、自己ベストとなる9.84（+0.1）を記録して、2位に入賞した。同年8月28日、ワンダダイヤモンドリーグパリ男子200mでケニー・ベドナレクと着差ありの一位で、自己ベストとなる19秒79（19秒784）（+1.6）を記録した。さらに同年9月4日、ワンダダイヤモンドリーグブリュッセル男子100mで9秒94(+0.1)をマークして優勝した。400mでも過去に優勝経験があり、これにより史上初めてダイヤモンドリーグで短距離3種目制覇を達成した選手となった。
9月18日、ワールドアスレティックスコンチネンタルツアーゴールドナイロビ　キプチョゲ・ケイノカップ男子200mで、自己ベストとなる19秒76（+2.0）を記録した。

### 2022年
6月23日にユージーンで行われた全米陸上選手権男子100ｍ予選で、追い風1.5mの好条件の中、9秒83の自己ベスト且つ今季世界最高記録を更新した。さらに翌日24日の準決勝では、9秒76を記録し、立て続けに今季世界最高記録と自己ベストを更新した。同日の決勝を9秒77を記録して制し、同地で開催される世界陸上の切符を手にした。この決勝は1位から7位まですべて9秒台だった。
7月15日から行われたオレゴン世界陸上の男子100mでは、予選から9秒79(+0.1)をマークして会場を驚かせた。なお、この記録は五輪、世界陸上通じて予選最速記録である（これまでの予選最速記録は1991年東京世界陸上でカール・ルイスがマークした9秒80(+4.3))。翌日行われた準決勝は10秒02(+0.1)で突破した。予選と異なり多くの選手がタイムで伸び悩むなか、決勝では9秒86(-0.1)をマークして金メダルを獲得した。このレースではアメリカがワンツースリーフィニッシュを果たし、1991年東京世界陸上以来となる男子100m表彰台独占となった。
2日後から行われた男子200mに出場するも、準決勝で左足を痛め20秒68(-0.1)で敗退した。

### 2023年
2月、アシックスとスポンサー契約を交わした。

## 自己ベスト
- 100m 9秒76（+1.4） 2022年6月24日 世界歴代6位タイ
- 200m 19秒76A（+2.0） 2021年9月18日
- 400m 43秒64 2019年7月27日 世界歴代8位

## 記録のスプリット
※2022 Toyota USATF Outdoor Championshipsより引用
- 100m

9秒83（2022年6月23日）
（ 10m-2秒04、20m-2秒94、30m-3秒87、40m-4秒76、50m-5秒58、60m-6秒47、70m-7秒33、80m-8秒14、90m-9秒00、100m-9秒83 ）
9秒76（2022年6月24日）
（ 10m-1秒96、20m-2秒98、30m-3秒87、40m-4秒75、50m-5秒59、60m-6秒46、70m-7秒28、80m-8秒11、90m-8秒95、100m-9秒76 ）
9秒77（2022年6月24日）
（ 10m-2秒03、20m-3秒00、30m-3秒90、40m-4秒78、50m-5秒65、60m-6秒46、70m-7秒29、80m-8秒11、90m-8秒97、100m-9秒77 ）